# Santa Margarita (Argentina)
Santa Margarita es una localidad argentina ubicada en el departamento Nueve de Julio de la provincia de Santa Fe. Se halla sobre la ruta provincial N.º 91, que la vincula al norte con Gregoria Pérez de Denis y al sur con Villa Minetti, aunque su principal acceso es la Ruta Nacional 95, a la cual se conecta vía  8 km un camino asfaltado. Esta ciudad se fue iniciando en torno a una estación del ferrocarril. Se halla a 120 km de Tostado, la cabecera departamental.

## Población
Cuenta con 1,103 habitantes (Indec, 2022), lo que representa un descenso frente a los 1,365 habitantes (Indec, 2010) del censo anterior.
| Gráfica de evolución demográfica de Santa Margarita entre 1991 y 2022 |
|                                                                       |
| Fuente: Censos nacionales del INDEC                                   |

## Economía
En el norte provincial se pueden encontrar cultivos industriales como el del algodón y el sorgo que sirve de alimento para el ganado. La zona correspondiente al chaco santafesino representa un lugar propicio para la explotación forestal de donde se extrae madera dura de los quebrachales. La zona también es apta para la ganadería donde se destaca la cría del ganado cebú, resistente al calor y a la falta de lluvia. Tostado representa un nudo de comunicación y servicios.

## Flora y fauna
En su flora se destacan el chañar, lapacho, algarrobo, quebracho colorado y blanco, ñandubay, guayacán y algarrobo blanco y negro. También palmares, pasto amargo, cortaderas, cadillo, gramilla, romerillo, pasto bandera, matorrales de cardos, espinillo y palmeras caranday.
Entre los animales  que se encuentran el zona norte figuran comadreja overa, murciélago, chancho del monte, tapetí, vizcacha, biguá, cigüeña, aguará guazú, pato crestudo, bandurria, perdiz grande, loro, lechuzón, culebritas y picaflor.

## Educación
- Escuela de Enseñanza Secundaria Orientada N.º 494
- Escuela nro. 955 Juan Apóstol Martínez, Nivel Inicial.
- Centro de Alfabetización nro. 171 - Escuela, Educación para Adultos, Primaria para Adultos.